# Apallates nigripes
Apallates nigripes är en tvåvingeart som först beskrevs av Oswald Duda 1930.  Apallates nigripes ingår i släktet Apallates och familjen fritflugor. Inga underarter finns listade i Catalogue of Life.